# Strømsgodset Idrettsforening 2009
Questa voce raccoglie le informazioni riguardanti lo Strømsgodset Idrettsforening nelle competizioni ufficiali della stagione 2009.

## Rosa
| N. |                     | Ruolo | Calciatore          |
| -- | ------------------- | ----- | ------------------- |
| 1  | Norvegia (bandiera) | P     | Lars Ivar Moldskred |
| 2  | Norvegia (bandiera) | D     | Glenn Andersen      |
| 3  | Norvegia (bandiera) | D     | Vidar Riseth        |
| 3  | Norvegia (bandiera) | D     | Steinar Pedersen    |
| 4  | Norvegia (bandiera) | D     | Kim André Madsen    |
| 5  | Norvegia (bandiera) | D     | Samir Fazlagić      |
| 6  | Norvegia (bandiera) | D     | Alexander Aas       |
| 7  | Togo (bandiera)     | C     | Komlan Amewou       |
| 8  | Norvegia (bandiera) | C     | Ousman Nyan         |
| 9  | Norvegia (bandiera) | A     | Øyvind Storflor     |
| 10 | Norvegia (bandiera) | C     | Stian Ohr           |
| 12 | Norvegia (bandiera) | P     | Adam Larsen         |
| 13 | Norvegia (bandiera) | C     | Christer George     |
| 14 | Norvegia (bandiera) | C     | Fredrik Nordkvelle  |

| N. |                         | Ruolo | Calciatore         |
| -- | ----------------------- | ----- | ------------------ |
| 15 | Norvegia (bandiera)     | D     | Marius Boldt       |
| 17 | Norvegia (bandiera)     | C     | Ola Kamara         |
| 19 | Norvegia (bandiera)     | A     | Marcus Pedersen    |
| 20 | Svezia (bandiera)       | A     | Mattias Andersson  |
| 21 | Norvegia (bandiera)     | C     | Fredrik Winsnes    |
| 22 | Norvegia (bandiera)     | A     | Steffen Nystrøm    |
| 23 | Norvegia (bandiera)     | A     | Muhamed Keita      |
| 25 | Svezia (bandiera)       | D     | Joel Riddez        |
| 26 | Norvegia (bandiera)     | P     | Lars Cramer        |
| 27 | Sierra Leone (bandiera) | C     | Alfred Sankoh      |
| 28 | Norvegia (bandiera)     | C     | Kjetil Lundebakken |
| 30 | Norvegia (bandiera)     | C     | Gøksel Güvenc      |
| 35 | Norvegia (bandiera)     | A     | Mergim Hereqi      |
| 39 | Norvegia (bandiera)     | D     | Lars Sætra         |

## Risultati

### Campionato

#### Girone di andata
| Arbitro: | Øvrebø (Oslo) |

|                                |           |                             |
| Andersen 59’ Pedersen 71’, 87’ | Marcatori | 8’, 60’ Bolaños 90’ Hulsker |

| Arbitro: | Hagen (Grue) |

|                          |           |  |
| Ramberg 26’ Tegström 90’ | Marcatori |  |

| Arbitro: | Berntsen (Vang) |

|  |           |                           |
|  | Marcatori | 21’ P. Diouf 49’ M. Diouf |

| Arbitro: | Johnsen |

|                |           |  |
| P. Rønning 64’ | Marcatori |  |

| Arbitro: | Sælen (Bergen) |

|            |           |            |
| Sankoh 49’ | Marcatori | 63’ Berget |

| Arbitro: | Hauge (Bergen) |

|           |           |  |
| Keita 17’ | Marcatori |  |

| Arbitro: | Hafsås |

|                  |           |  |
| Mjelde 6’ (rig.) | Marcatori |  |

| Arbitro: | Edvartsen (Hamar) |

|                                |           |  |
| Winsnes 24’ (rig.) Nystrøm 64’ | Marcatori |  |

| Arbitro: | Olsen (Kristiansand) |

|           |           |              |
| Fillo 34’ | Marcatori | 70’ Pedersen |

| Arbitro: | Moen (Haugesund) |

|               |           |                         |
| Nordkvelle 4’ | Marcatori | 16’ Igiebor 22’ Sundgot |

| Arbitro: | Berntsen (Vang) |

|              |           |  |
| Sæternes 83’ | Marcatori |  |

| Arbitro: | Staberg |

|                   |           |             |
| Pedersen 26’, 60’ | Marcatori | 86’ Nielsen |

| Arbitro: | Hagen (Grue) |

|                            |           |  |
| Iversen 83’, 88’ Prica 90’ | Marcatori |  |

| Arbitro: | Hafsås |

|                         |           |               |
| Kamara 49’ Storflor 90’ | Marcatori | 46’ Moldskred |

| Arbitro: | Hagen (Grue) |

|                         |           |              |
| Brenne 20’ Sørensen 64’ | Marcatori | 31’ Storflor |

#### Girone di ritorno
| Arbitro: | Hauge (Bergen) |

|            |           |           |
| Kamara 72’ | Marcatori | 5’ Raščić |

| Arbitro: | Berntsen (Vang) |

|                         |           |                            |
| Fevang 32’ Børufsen 65’ | Marcatori | 11’ Andersson 59’ Storflor |

| Arbitro: | Skjerven (Kaupanger) |

|  |           |           |
|  | Marcatori | 16’ Prica |

| Arbitro: | Berntsen (Vang) |

|                               |           |              |
| Rushfeldt 52’ Reginiussen 72’ | Marcatori | 45’ Pedersen |

| Arbitro: | Berntsen (Vang) |

|                                        |           |  |
| Nordkvelle 45’ Pedersen 67’ Amewou 90’ | Marcatori |  |

| Arbitro: | Olsen (Kristiansand) |

|                                            |           |                              |
| Huseklepp 54’, 58’ Moen 68’ Guastavino 70’ | Marcatori | 59’ Andersson 78’ Nordkvelle |

| Arbitro: | Hauge (Bergen) |

|                            |           |              |
| Pedersen 17’ Eziyodawe 23’ | Marcatori | 73’ Storflor |

| Arbitro: | Øvrebø (Oslo) |

|                                        |           |                   |
| Pedersen 32’ Riddez 44’ Nordkvelle 51’ | Marcatori | 54’ (rig.) Fevang |

| Arbitro: | Sandmoen |

|                |           |            |
| Steen 34’, 59’ | Marcatori | 90’ Kamara |

| Arbitro: | Hagen (Grue) |

|                                          |           |            |
| Keita 23’, 36’ Pedersen 49’ Storflor 89’ | Marcatori | 16’ Borges |

| Arbitro: | Olsen (Kristiansand) |

|                                        |           |           |
| Nannskog 40’, 84’ Kobayashi 76’ (rig.) | Marcatori | 75’ Keita |

| Arbitro: | Sandmoen |

|                                                  |           |  |
| P. Rønning 54’ (aut.) Nordkvelle 58’ Winsnes 89’ | Marcatori |  |

| Arbitro: | Moen (Haugesund) |

|  |           |             |
|  | Marcatori | 31’ Winsnes |

| Arbitro: | Olsen (Kristiansand) |

|                      |           |          |
| Aas 73’ Pedersen 76’ | Marcatori | 16’ Ijeh |

| Arbitro: | Edvartsen (Hamar) |

|           |           |           |
| Silva 68’ | Marcatori | 19’ Keita |

### Coppa di Norvegia
| Arbitro: | Skarpås |

|                |           |                                              |
| Bøyum 58’, 68’ | Marcatori | 51’ Kamara 66’ Amewou 95’ Riddez 97’ Nystrøm |

| Sandvika 10 giugno 2009, ore 18:00 CEST 30ª giornata                               | Bærum     | 3 – 1 referto | Strømsgodset | Sandvika Stadion |
| \| \| \| \| \| Sarr 15’ Aas 23’ (aut.) Finstad 53’ \| Marcatori \| 58’ Andersen \| |           |               |              |                  |
|                                                                                    |           |               |              |                  |
| Sarr 15’ Aas 23’ (aut.) Finstad 53’                                                | Marcatori | 58’ Andersen  |              |                  |